# Cáqueza
Cáqueza – miasto w Kolumbii, w departamencie Cundinamarca.